# Michelangelo (singel)
Michelangelo – utwór polskiego rapera Bedoesa oraz Lanka z gościnnym udziałem kanadyjskiego rapera Pressy, wydany na singlu 26 marca 2019 przez SBM Label, promujący album Opowieści z Doliny Smoków.
Teledysk do utworu ukazał się 26 marca 2019; został zrealizowany przez Trap Films.
W listopadzie 2020 nagranie uzyskało certyfikat platynowej płyty za sprzedaż ponad 20 000 kopii.

## Lista utworów
- Streaming[2]

1. „Michelangelo” – 3:41